# Светлен (Тирговиштська область)
Све́тлен (болг. Светлен) — село в Тирговиштській області Болгарії. Входить до складу общини Попово.

## Населення
За даними перепису населення 2011 року у селі проживали 933 особи.
Національний склад населення села:
| Національність   | Кількість осіб | Відсоток |
| ---------------- | -------------- | -------- |
| болгари          | 518            | 63,5%    |
| турки            | 280            | 34,3%    |
| цигани           | 12             | 1,5%     |
| інша             | 0              | 0%       |
| не визначились   | 6              | 0,7%     |
| Всього відповіли | 816            |          |

Розподіл населення за віком у 2011 році:
Динаміка населення: